# Brahim Hemdani
Brahim Hemdani (arabisch إبراهيم حمداني, DMG Ibrāhīm Ḥamdānī; * 15. März 1978 in Colombes, Frankreich) ist ein ehemaliger algerischer Fußballspieler. Meistens wird er im Mittelfeld eingesetzt. Seine Familie kommt ursprünglich aus Larbaâ Nath Irathen (in der Nähe von Tizi Ouzou) in Algerien.

## Karriere

### Verein
Der in Frankreich geborene algerische Fußballspieler bekam 1996 seinen ersten Profivertrag bei RC Paris, wo er ein Jahr spielte und dann zu  AS Cannes wechselte. Ebenfalls nach einem Jahr verpflichtete Racing Straßburg den Algerier. Nach drei Jahren wechselte er von seinem abgestiegenen Club RC Straßburg innerhalb der französischen Liga zu Olympique Marseille. Hier etablierte er sich in der Stammelf und kam insgesamt auf 118 Einsätze und zwei Tore. Im Sommer 2005 wechselte er zu den Glasgow Rangers, wo er einen Vertrag bis 2009 besitzt. Sein erstes Spiel bei dem neuen Verein verzögerte sich wegen einer Verletzung. Im Oktober lief er zum ersten Mal im Spiel gegen Dundee United für die Rangers auf.
Im Finale um den UEFA Cup 2008 machte Hemdani sein letztes Spiel für die Rangers. Danach wurde er von Trainer Walter Smith suspendiert und spielte die Saison 2008/09 kein einziges Mal für die Schotten.
Seit dem 1. Juli 2009 war er vereinslos. Nach einer längeren Zeit ohne Verein beendete Hemdani seine Karriere.

### Nationalmannschaft
Hemdani spielte für die französische U-21 Nationalmannschaft, entschied sich aber im Februar 2008 gegen ein weiteres Engagement in den französischen Auswahlmannschaften. 
Am 31. Mai 2008 spielte er sein erstes Länderspiel für Algerien gegen den Senegal.

## Erfolge
Hemdani feierte seine größten Erfolge bei den Glasgow Rangers. Hier wurde er sowohl Ligapokalsieger 2007/08 als auch Zweiter im UEFA-Cup 2008. Die Rangers scheiterten mit 0:2 an Zenit St. Petersburg, Hemdani wurde in der 80. Minute für Lee McCulloch ausgewechselt. Schon 2004 wurde er UEFA-Cup-Zweiter, als er mit Olympique Marseille im Finale mit 0:2 am FC Valencia scheiterte.